# Alalie
Alalie is een spraakontwikkelingsstoornis die zich uit in het onvermogen om te spreken.
De term slaat tevens op het verlies te spreken omwille van een neuromusculaire aandoening van het spraakapparaat.
Bij een kind met alalie is geen taalverwerving waar te nemen. Oorzaken kunnen zijn storingen in de zenuwen of spierdefecten in de stembanden, lippen, tong of het strottenhoofd.